# UFC Fight Night: Poirier vs. Pettis
UFC Fight Night: Poirier vs. Pettis (también conocido como UFC Fight Night 120) fue un evento de artes marciales mixtas celebrado por Ultimate Fighting Championship el 11 de noviembre de 2017 en el Ted Constant Convocation Center en Norfolk, Virginia, Estados Unidos.

## Historia
El evento estelar contó con un combate entre Dustin Poirier y el excampeón de peso ligero de UFC Anthony Pettis.
El evento coestelar contó con un combate entre Matt Brown y Diego Sánchez.